# Lunar Mapping and Survey System
Lunar Mapping and Survey System o LMSS fue un proyecto enmarcado en el programa de aplicaciones Apolo (AAP por sus siglas en inglés) consistente en un conjunto de sistemas dedicados a la cartografía lunar y que nunca fue llevado a cabo debido a restricciones presupuestarias.
Los sistemas del LMSS irían montados en el módulo de mando y servicio de la cápsula Apolo y serían controlados por los astronautas durante misiones de un mes de duración en órbita alrededor de la Luna. El objetivo principal sería identificar las zonas científicamente más interesantes de la superficie lunar para crear bases lunares en ellas. El sistema sería inicialmente probado y validado en órbita terrestre antes del comienzo de las misiones lunares. Como fecha de lanzamiento de la misión en órbita terrestre se barajó el 15 de septiembre de 1968, pero el proyecto fue finalmente cancelado.